# 1689 у літературі
Стаття є списком літературних подій та публікацій у 1689 році.

## Події
- 26 травня — Мацуо Басьо вирушає у подорож, яку згодом опише в своєму ліричному щоденнику «Вузька дорога на північ» (おくのほそ道 Oku no Hosomichi).

## Книги
- «Два трактати про правління» — праця англійського мислителя Джона Локка.

## Народились
- 18 січня — Шарль Луї де Монтеск'є, французький правник, письменник і політичний мислитель (помер у 1755).
- 19 серпня — Семюел Річардсон, англійський письменник (помер у 1761).

## Померли
- 13 грудня — Збігнев Морштин, польський поет (народився приблизно в 1628).